# Zilahy Irén
Zilahy Irén, Gajdzinszky Irén Mária (Kaposvár, 1902. augusztus 10. – Budapest, 1944. április 3.) magyar színésznő, énekesnő.

## Életpálya

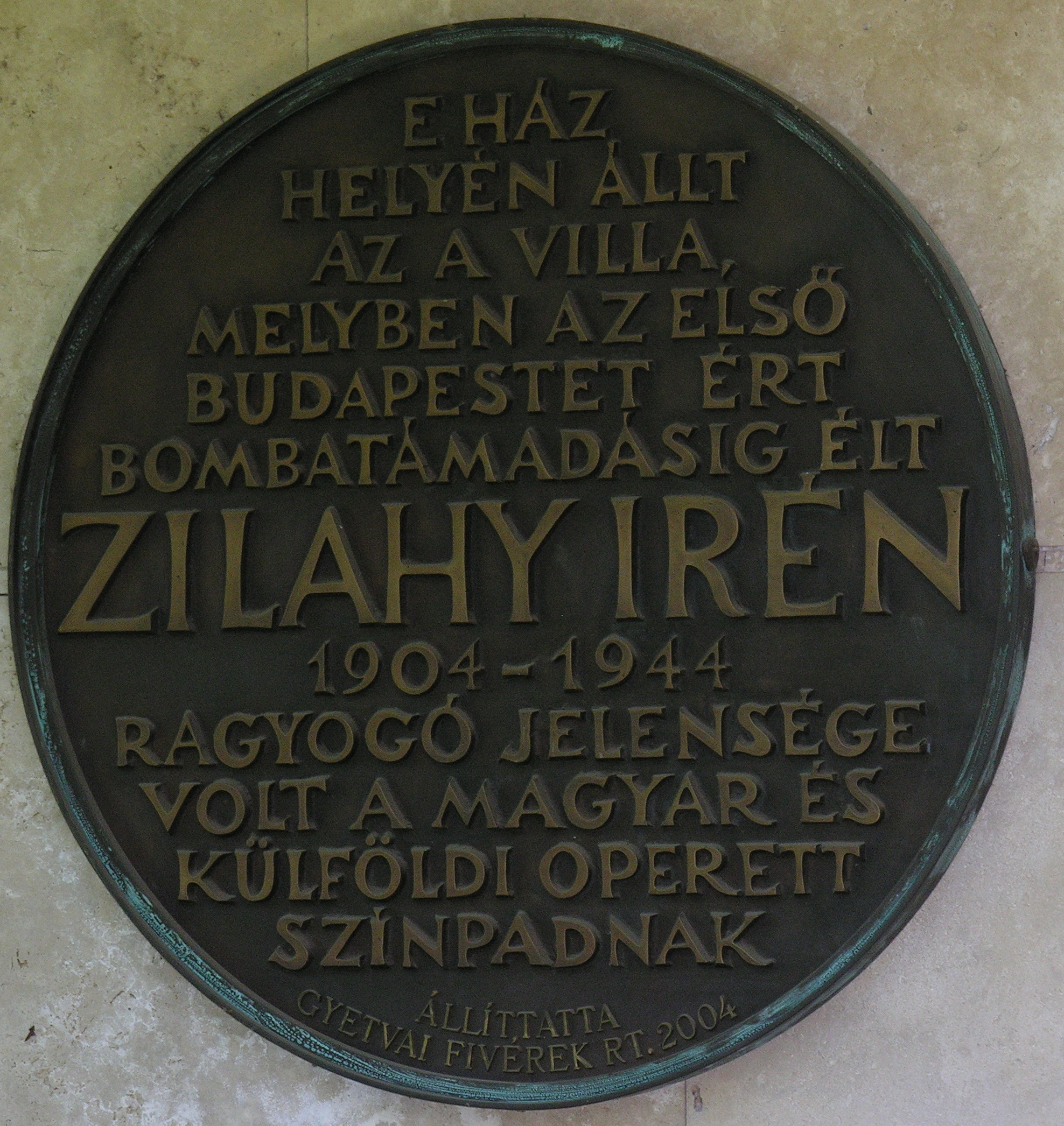
Zilahy Irén emléktáblája, Budapest, XI., Himfy utca 5.

Édesapja Gajdzinszky Pál Antal, édesanyja a nagyváradi születésű Szabó Mária Karolina, mindketten színészek. A nagyváradi Immaculata-zárdában tanult. Eleinte orvosnak készült, azonban a színi pálya mellett döntött. Pályafutását Erdélyben kezdte, ahol Fekete Mihály és Maurer Béla társulatával lépett fel Aradon, Szatmáron és Nagyváradon. 1927 és 1930 között a Városi Színház tagja volt, egyúttal a Budai Színkörben is játszott (1928–1930, 1932).
Ezután csupán egyes szerepekre szerződött a Király (1930–1931), a Magyar (1931) és a Kamara Színház (1936) bemutatóira. 
1931-ben kiment külföldre, Bécsben láthatta a közönség, francia és német filmekben tűnt fel. 1937. augusztus 3-án Budapesten férjhez ment dr. Benedek László egyetemi professzorhoz.
Házasságkötése után visszavonult a színpadtól. Budapest első bombázásakor, 1944. április 3-án lelte halálát. Primadonnaszerepekben kitűnő énekhangjával, bájos megjelenésével, pózmentes játékával nyerte meg a közönség szeretetét.

## Főbb színházi szerepei
- Krisztina (Jarnó Gy.: Az erdészleány)
- Baba (Lajtai L.: Mesék az írógépről)
- Zsuzsi (Lajtai L.: A régi nyár)
- Ripsz (Brodszky M.: Szökik az asszony)
- Cica (Sándor J.: Weekend)
- Székely Klári, joghallgató (Rejtő J.–Kulinyi E.: Úrilány szobát keres).

## Filmszerepe
- Úrilány szobát keres (1937) – dr. Székely Klári

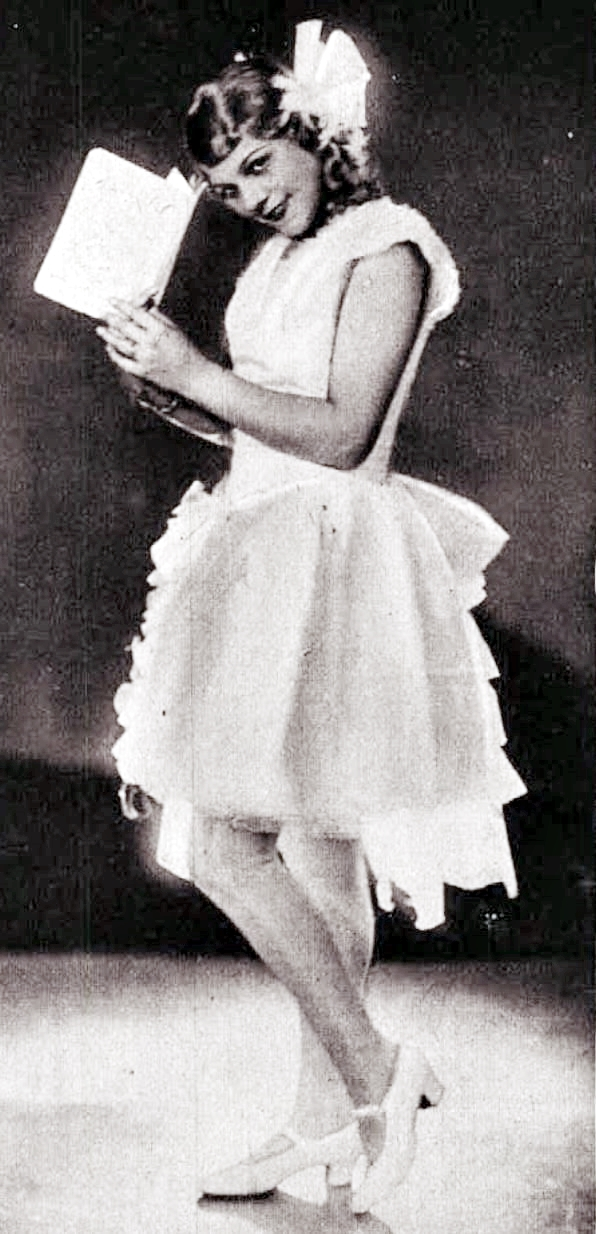
Úrilány szobát keres

## További információk

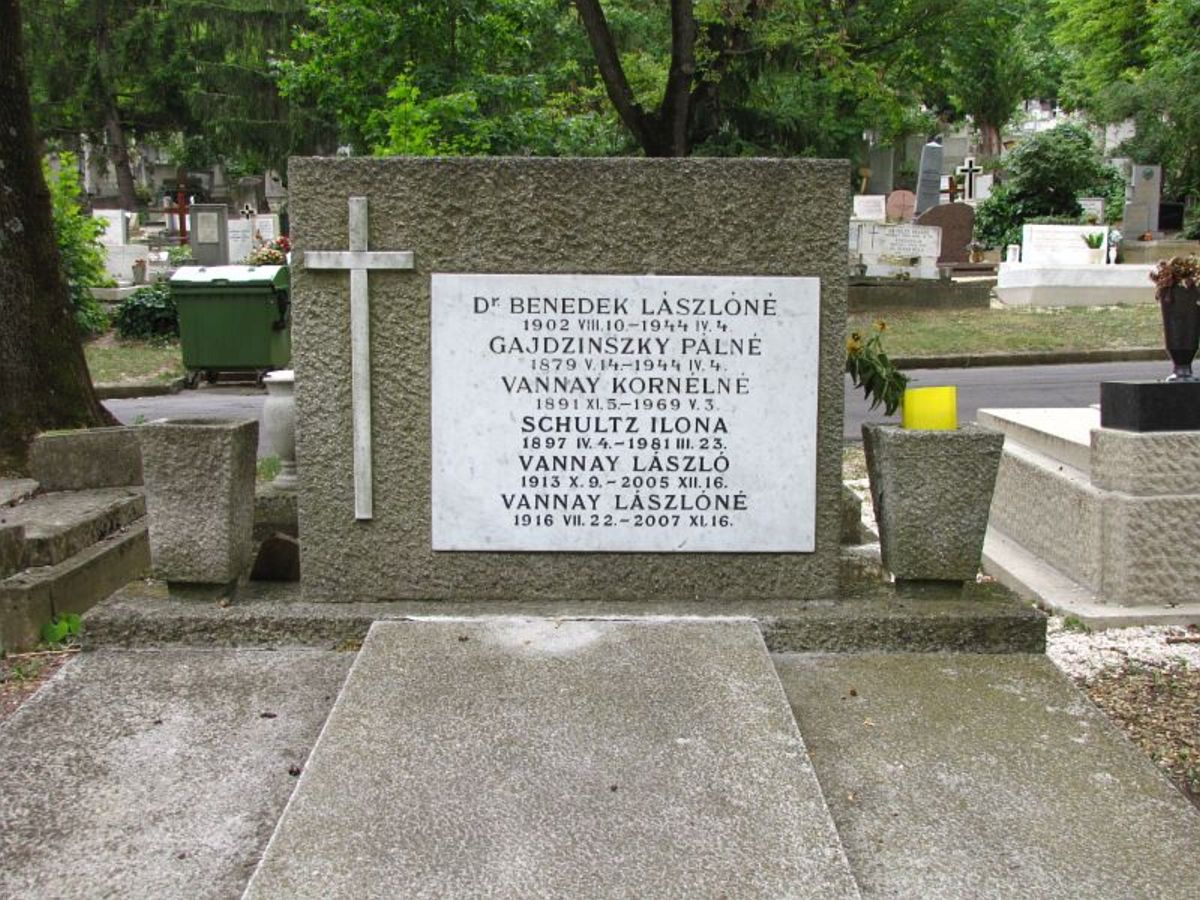
Sírja a Farkasréti temetőben (8/3-1-105/106)